# Венская партийная школа
Венская партийная школа на Пратерштрассе — важное и старейшее учебное учреждение Венской СДПА. Она была основана в 1924 году. 

## История
Венская школа была основана в 1924 году, ей предшествовала партийная школа в Боденбахе, действовавшая в 1910-1914 годах, до Первой мировой войны. Венская школа существовала до 1934 года. Oна обучала в 1920-е и 1930-е годы от 60 до 100 выпускников в год.  Это была часть образовательной системы, в которую входили учебные заведения, начиная от районных партийных и Венской партийной школ до Венского рабочего колледжа. Руководитель школы был с 1927 по 1934 года более поздним государственным секретарем Федерального министерства имущественного обеспечения и экономического планирования Франц Раушер (1900—1988).
В 1947 году она была вновь открыта Карлом Чернетцем.  За последние 69 лет более 1000 партийных чиновников успешно прошли этот курс обучения.